# Vračev Gaj
Vračev Gaj (serbocroata cirílico: Врачев Гај) es un pueblo de Serbia perteneciente al municipio de Bela Crkva en el distrito de Banato del Sur de la provincia autónoma de Voivodina.
En 2011 tenía 1348 habitantes, casi todos étnicamente serbios.
Se conoce la existencia de la localidad desde 1660, cuando se menciona con el nombre de "Benčilovo". Desde sus orígenes fue un pueblo étnicamente serbio. Fue una localidad activa en la revolución de 1848, hasta el punto que durante la misma se quemó la iglesia del pueblo, siendo construido un nuevo templo en 1856. En 1891 se construyó aquí una estación de tren, pero fue abandonada al quedar como un pueblo fronterizo con Rumania en el tratado de Trianón.
Se ubica en la periferia suroccidental de Bela Crkva, junto a la frontera con Rumania. Al otro lado de la frontera se ubica el pueblo de Socol, marcando el límite entre ambos pueblos el río Nera.